# Гаиания
Гаиани́я, или Гаяни́я, или Гаяне́ (грабар Գայիանէ, др.-греч. Γαϊανὴ; ум. 301 или 304) — настоятельница монастыря, раннехристианская армянская мученица и святая; одна из 35 дев, пострадавших в гонение армянского царя Тиридата. День памяти в православной церкви — 30 сентября (13 октября).
Согласно Житию, Гаиания была игуменьей женского монастыря святого Павла, в котором жили девы. Монастырь находился в горной местности Древнего Рима. Среди дев, живших в обители, особой красотой отличалась Рипсимия. Император Диоклетиан изъявил желание найти себе красивую жену. Для этой цели он послал слуг для поиска красавицы. Слуги императора нашли в монастыре Рипсимию, нарисовали её портрет и послали к императору. Диоклетиан захотел взять в жёны Рипсимию. Но девы не хотели выходить замуж за язычников, а хотели иметь единственного жениха — Христа. Ради сохранения девства они покинули своё местожительство и переселились в Армению. Диоклетиан узнал об этом и послал к армянскому царю Трдату послание, в котором просил его найти Рипсимию и отправить её к нему.
Трдат нашёл дев, но сам пленился красотой Рипсимии и захотел взять её себе в жёны. Рипсимия не хотела выходить замуж, но царские слуги готовы были изрубить всех дев. Желая сохранить жизни дев, Рипсимия отправляется к царю. В опочивальне Рипсимия оказала сопротивление Трдату, и царь не смог овладеть ею.
Разгневанный царь послал за Гаианией, которая должна была по его мнению уговорить Рипсимию стать женою царя. Гаиания приходит и разговаривает с Рипсимией, но вместо того, чтобы уговорить её выйти замуж за царя, Гаиания убеждает Рипсимию сохранить девство. Беседу Гаиания ведёт на латинском языке, для того чтобы армяне не поняли её речь. Но слуги царя, владеющие латынью, поняли речь и перевели её Трдату.
Разгневанный царь, поняв, что не достигнет желаемого, отрубил голову Рипсимии. После этого он приказал воинам изрубить дев мечами и бросить их изрубленные тела на съедение зверям. С особой жестокостью Трдат расправился с Гаианией и двумя девами, которые находились при игуменье. По его приказу им просверлили ноги и повесили их вниз головою, с них живых содрали кожу; после чего, прорезали им сзади шеи, вырезали и вытащили их языки; наконец, рассекли острым камнем чрево их, вытащили оттуда внутренности и отрубили мученицам головы.